# Lazy Lamhe
Lazy Lamhe è un brano musicale del film di Bollywood Un pizzico d'amore e di magia cantato da Anusha Mani, con musiche di Shankar-Ehsaan-Loy e testi di Prasoon Joshi, pubblicato il 21 maggio 2008